# Божо Врећо
Божо Врећо (Фоча, 18. октобар 1983) је босанскохерцеговачки и српски уметник, интерпретатор и аутор традиционалних босанскохерцеговачких песама, најпознатији по а капела извођењу севдалинки и комбинацијама традиционалног севдаха са елементима џеза, соула и блуза.
По образовању Врећо је магистар археологије.

## Биографија
Рођен је 18. октобра 1983. године у Фочи, у СФР Југославији. Одрастао је у српској породици, са мајком и две старије сестре, а отац им је извршио самоубиство када је Врећу било свега 5 година. Од детињства је показивао склоности ка уметности, посебно према певању традиционалних песама. Самоук је и никада није школовао глас, нити је похађао неку музичку школу. Као 27-годишњи младић одлучио се за извођење севдалинки кроз које је, како каже, најбоље могао да се у емотивном смислу поистовећује са главним јунацима који су спремни на све зарад љубави.
Прве наступе имао је у Сарајеву, у угоститељском објекту „Велике даире” где је изводио традиционалне балканске песме. Због свог раскошног гласа и крајње необичног стила облачења за кратко време је скренуо медијску пажњу на себе, те је тако гостујући на локалној сарајевској Фејс ТВ упознао басисту Едвина Хаџића и гитаристу Дина Шутала, са којима је касније основао ансамбл Халка. У имену ансамбла налази се стара индијска реч која означава „добродошлицу светлости”.
Као члан ансамбла Халка снимио је 2013. године албум првенац, на којем се налазило 14 песама, а који је наишао на веома позитивне реакције критике и публике. Две године касније, у јануару 2015. објављују и други студијски албум, О љубави, са 12 нових песама. Албум је промовисан на концертима у Љубљани, Загребу, Сарајеву, Подгорици и Београду (на Коларцу). Са Халком је, између осталог, наступио и на новосадском фестивалу Егзит (2016).
Након два објављена албума са Халком одлучује да настави самосталну каријеру и убрзо објављује први самостални студијски албум — под називом Мој севдах. На албуму на којем се налазило чак 17 песама Врећо је све песме отпевао у а капела верзијама, поставши тако један од првих савремених извођача севдалинки који се преоријентисао на такозвани „а капела севдах”, а највећи комерцијални успех остварила је песма Лејлија коју је посветио својој мајци.
Почетком 2017. објавио је други студијски албум, под називом Пандора, на којем се налазило 11 нових песама; све песме са албума самостално је урадио. Са тог албума највећи успех у јавности доживеле су песме Пашана (коју је отпевао заједно са београдским извођачем Марком Луисом, сином српског етно џез музичара Љубише Стојановића Луиса), те песма Елма (емотивна балада коју је посветио својој другарици из детињства, која је трагично страдала током Рата у БиХ). Промотивну турнеју под називом „Пандора” започео је концертом у Берну; наступио је и у Катедрали Срца Исусова у Бриселу, а у оквиру турнеје нашли су се и концерти у Сарајеву, Београду, Бањалуци, Стокхолму, Ослу, Паризу итд.
Његови музички узори су певачи Химзо Половина, Селим Салиховић, Емина Зечај, Нада Мамула и други.
Врећо је поред певања специфичан и по свом прилично јединственом и неконвенционалном стилу облачења. Своје наступе обично започиње обучен у елегантна мушка одела, а потом се пресвлачи у раскошне хаљине са бројним огрлицама око врата. Занимљиво је да сву гардеробу у којој наступа Врећо сам креира и шије. Како сам каже, на тај начин у потпуности може да се уживи и у женске и у мушке текстове, јер, по његовим речима, музика не познаје ни полове ни расе. На телу носи бројне тетоваже које, како је рекао, представљају спој Истока и Запада.